# Bautismo de Cristo (Cima da Conegliano)
El Bautismo de Cristo es una pintura al óleo sobre lienzo (350x210 cm) de Cima da Conegliano, que data de 1492 y se ubica en San Juan Bragora en Venecia. Su realización destaca por su luminosidad, rasgo característico de la técnica de este pintor.
En la obra se presenta a Jesucristo en posición erguida, con las manos juntas en señal de sumisión al acto de bautismo que está realizando Juan el bautista, bajo la mirada del Espíritu Santo en forma de paloma y un coro de ángeles en el cielo.